# Saxifragaceae
Famille
Classification APG III (2009)

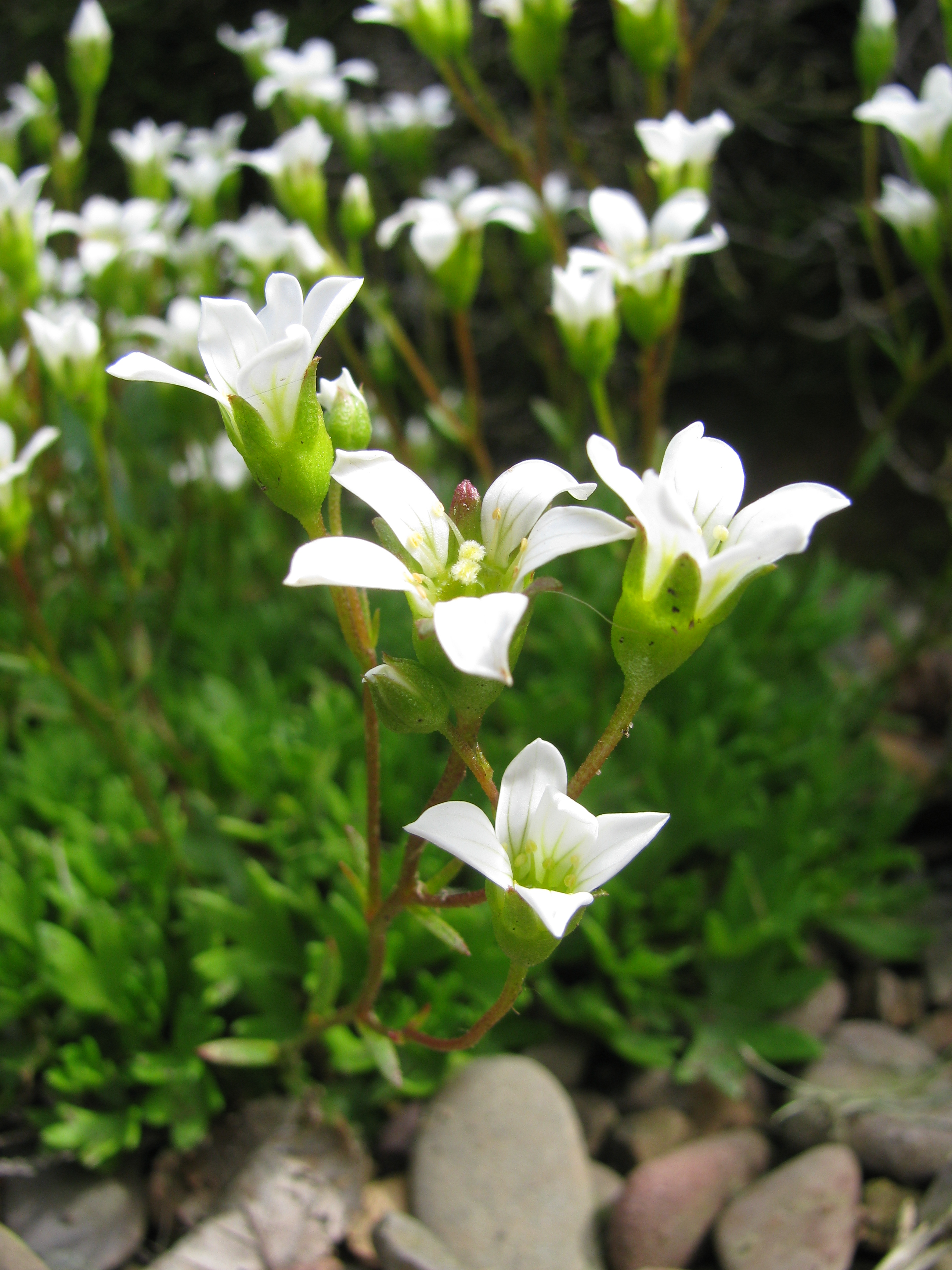
Saxifraga portosanctana.

La famille des Saxifragaceae (Saxifragacées) est constituée de plantes à fleurs dicotylédones ; elle comprend environ 600 espèces réparties en une trentaine de genres.
Ce sont des plantes herbacées parfois succulentes, annuelles ou pérennes, des zones froides à tempérées principalement dans l'hémisphère nord. Plantes d'aspect divers, herbacées ou ligneuses, à feuilles alternes ou opposées, généralement sans stipules.
Le genre Saxifraga est bien représenté dans la flore des Alpes.
La classification phylogénétique place cette famille dans l'ordre des Saxifragales.

## Étymologie
Le nom vient du genre type Saxifraga qui dérive du latin sax, saxum, pierre, rocher, et frag, fragere, briser. Il s'agit d'un nom de diverses plantes de rochers censées aussi réduire la "pierre" (ou gravelle) de la vessie. De fait certains auteurs du Moyen Âge assimilaient le Saxifraga au Lithospermum, aussi appelé « casse-pierre », dont « les semences, dures comme la pierre,  passaient pour pouvoir dissoudre les calculs vésicaux  ». 

## Liste des genres
Selon NCBI (28 avr. 2010) :
- genre Astilbe
- genre Astilboides
- genre Bensoniella
- genre Bergenia
- genre Bolandra
- genre Boykinia
- genre Cascadia
- genre Chrysosplenium
- genre Conimitella
- genre Darmera
- genre Elmera
- genre Fendlera
- genre Heuchera
- genre Jepsonia
- genre Leptarrhena
- genre Lithophragma
- genre Micranthes
- genre Mitella
- genre Mukdenia
- genre Oresitrophe
- genre Peltoboykinia
- genre Rodgersia
- genre Saxifraga
- genre Saxifragella
- genre Saxifragopsis
- genre Suksdorfia
- genre Sullivantia
- genre Tanakaea
- genre Telesonix
- genre Tellima
- genre Tiarella
- genre Tolmiea

Selon Angiosperm Phylogeny Website (21 mai 2010) :
- genre Astilbe Buch.-Ham. ex G.Don
- genre Astilboides (Hemsl.) Engl.
- genre Bensoniella C.V.Morton
- genre Bergenia Moench
- genre Bolandra A.Gray
- genre Boykinia Nutt.
- genre Chrysosplenium L.
- genre Conimitella Rydb.
- genre Darmera Voss
- genre Elmera Rydb.
- genre Heuchera L.
- genre X Heucherella Wehrh.
- genre Jepsonia Small
- genre Leptarrhena R. Brown
- genre Lithophragma (Nutt.) Torrey & A. Gray
- genre Mitella L.
- genre Mukdenia Koidz.
- genre Oresitrophe Bunge
- genre Peltoboykinia (Engl.) Hara
- genre Rodgersia A.Gray
- genre Saxifraga L.
- genre Saxifragella Engl.
- genre Saxifragodes D.M.Moore
- genre Saxifragopsis Small
- genre Suksdorfia A.Gray
- genre Sullivantia Torrey & A. Gray
- genre Tanakaea Franch. & Sav.
- genre Tellima R. Brown
- genre Tetilla DC.
- genre Tiarella L.
- genre Tolmiea Torrey & A. Gray

Selon DELTA Angio (24 nov. 2018) :
- genre Astilbe
- genre Astilboides
- genre Bensoniella
- genre Bergenia
- genre Bolandra
- genre Boykinia
- genre Chrysosplenium
- genre Conimitella
- genre Darmera syn. Peltiphyllum
- genre Peltiphyllum
- genre Elmera
- genre Heuchera
- genre Jepsonia
- genre Leptarrhena
- genre Lithophragma
- genre Mitella
- genre Mukdenia
- genre Oresitrophe
- genre Quintinia
- genre Rodgersia
- genre Saxifraga
- genre Saxifragella
- genre Saxifragodes
- genre Saxifragopsis
- genre Suksdorfia
- genre Sullivantia
- genre Tanakaea
- genre Tellima
- genre Tiarella
- genre Tolmiea

Selon ITIS (24 nov. 2018) :
- genre Astilbe Buch.-Ham. ex D. Don
- genre Bensoniella C.V. Morton
- genre Bergenia Moench
- genre Bolandra A. Gray
- genre Boykinia Nutt.
- genre Cascadia A.M. Johnson
- genre Chrysosplenium L.
- genre Conimitella Rydb.
- genre Darmera Voss
- genre Elmera Rydb.
- genre Heuchera L.
- genre Jepsonia Small
- genre Leptarrhena R. Br.
- genre Lepuropetalon Ell.
- genre Lithophragma (Nutt.) Torr. & A. Gray
- genre Micranthes Haw.
- genre Mitella L.
- genre Rodgersia A. Gray
- genre Saxifraga L.
- genre Saxifragopsis Small
- genre Suksdorfia A. Gray
- genre Sullivantia Torr. & A. Gray ex A. Gray
- genre Telesonix Raf.
- genre Tellima R. Br.
- genre Tiarella L.
- genre Tolmiea Torr. & A. Gray

## Anecdote
Le genre Rodgersia est dédié à l'amiral John Rodgers (1812-1882) (article anglais) qui dirigea la United States North Pacific Exploring Expedition (article anglais) de 1852 à 1855, expédition au cours de laquelle le genre Rodgersia fut découvert.